# Mine de Daw Mill
 (mars 2025).
La mine de Daw Mill est une mine souterraine de charbon située dans le Warwickshire en Angleterre. Elle est détenue par UK Coal. Elle était la plus grande productrice de charbon du Royaume-Uni, jusqu'en 2013 date de sa fermeture pour cause d'incendie. Elle employait en 2008, 680 personnes. En 2008, elle a extrait 3,25 millions de tonnes de charbon.